# Désobéissance civile chez John Rawls
 (juin 2012).
- Si vous ne connaissez pas le sujet, laissez ce bandeau (vous pouvez alors contacter les auteurs).
- Si vous supprimez le contenu mis en cause (vous pouvez préalablement contacter les auteurs),

argumentez précisément cette suppression dans la page de discussion
(un manque de référence n'est pas un argument ; une recherche réelle de référence doit avoir été effectuée, être formellement documentée).
 (mars 2009).
Si vous disposez d'ouvrages ou d'articles de référence ou si vous connaissez des sites web de qualité traitant du thème abordé ici, merci de compléter l'article en donnant les références utiles à sa vérifiabilité et en les liant à la section « Notes et références ».
Aux États-Unis le rapport critique à l’État, le goût du pragmatisme, les clivages politiques multiples et originaux, et l’histoire de la désobéissance civile sont particulièrement développés. Acte citoyen et rebelle dans une société démocratique, la désobéissance civile dans sa conception moderne, s’est construite comme réponse au mouvement des droits civiques des années 1950 – 60 (égalité raciale, droits des femmes, etc.) puis au mouvement contre la guerre du Viêt Nam. Théorie débattue par de nombreux auteurs, le résumé du débat fut introduit dans le monde non-anglophone essentiellement par John Rawls. 
Aux États-Unis des dizaines d’écrits sont produits chaque année dans la presse spécialisée : les recherches et polémiques foisonnent. La notion est questionnée avec une intensité bien supérieure à celle que nous connaissons en France actuellement. Les auteurs américains citent et critiquent abondamment la théorie de John Rawls. C’est pourquoi cet article se propose d’exposer la théorie élaborée par ce dernier, avant de mettre en lumière les points les plus discutés de sa théorie.

## Projet de Rawls

### Nouvelle approche du contrat social
John Rawls établit une théorie du contrat social qu’il porte à un niveau d’abstraction supérieur à celui atteint par Locke, Rousseau et Kant. À la différence de ses prédécesseurs, il s’intéresse à la structure sociale avant de définir les droits des individus dans cette structure. Pour Rawls, les principes de la structure sociale et politique de base sont l’objet d’un accord originel et règlent tous les accords ultérieurs. C’est cette façon de considérer les principes de la justice qu’il nomme la théorie de la « justice comme équité ». Cette théorie développe une conception démocratique de la société comme système de coopération. «  Ceux qui s’engagent dans la coopération sociale choisissent ensemble, par un seul acte collectif, les principes qui doivent fixer les droits et les devoirs de base, [acte qui] détermine la répartition des avantages sociaux. »

### Conditions du contrat: levoile d'ignorance
Le voile d'ignorance est une façon de penser le système séparément de ses propres intérêts. En lieu et place de l’état de nature, Rawls imagine une situation originelle d’égalité. Cette situation hypothétique est caractérisée par le fait que personne ne connaît « sa place dans la société, sa position de classe ou son statut social, pas plus que personne ne connaît le sort qui lui est réservé dans la répartition des capacités, et des dons naturels, par exemple l’intelligence, la force, etc. » Ainsi « les principes de justice sont choisis derrière un voile d'ignorance », c'est-à-dire dans une situation idéale qui annule les contingences et inégalités. La négociation est donc équitable et personne ne peut favoriser sa condition particulière. Le contrat ainsi établi donne naissance à une structure sociale qui « satisfait les principes de la justice comme équité [et] se rapproche autant que possible d’un système de coopération basé sur la volonté, car elle satisfait les principes mêmes auxquels des personnes libres et égales donneraient leur accord dans des circonstances elles-mêmes équitables. »

### Du modèle de la structure sociale à l’individu
La théorie de la justice commence par le choix des premiers principes, se poursuit par le choix d’une constitution et d’une procédure législative. Ainsi Rawls procède à l’analyse des principes s’appliquant aux individus après avoir défini ceux s’appliquant à la structure sociale de base.
Rappelons que les théoriciens anciens mettaient l’accent sur la communauté politique, alors que les lumières modernes et libérales commencent par la liberté individuelle. Il semble que Rawls, héritier des Lumières, veuille néanmoins souligner l’importance de la communauté, et poser un pont sur le fossé qui sépare l’individu de la politique comme vision de l’ordre public. Pont qui permet de dépasser le dilemme d’une posture morale inefficace ou d’une politique efficace, mais moralement incohérente. Pour agir de manière autonome et responsable, il faut avoir conscience des principes à la base de la constitution. 

### Obligations et devoir naturel
Le contrat établit les principes de la justice, définit des obligations et pose que : « Nous n’avons pas à tirer parti de la coopération des autres sans contrepartie équitable ». Les personnes qui sont soumises à des restrictions ont donc le droit d’espérer un engagement semblable de la part de ceux qui ont tiré avantage de leur propre obéissance. 
L’individu doit obéir aux règles d’une institution à condition que celle-ci soit juste et qu’on ait librement accepté les avantages qu’elle offre. On n’est donc pas tenu d’obéir à un gouvernement autocratique ou autoritaire.
Le devoir naturel de protéger et respecter des institutions justes est antérieur et nécessaire à l’établissement du contrat : il s’applique à toutes les formes de gouvernement. Ce devoir porte l’espérance d’une volonté partagée de perfectionner les institutions, qu’elles soient autoritaires ou démocratiques.

## De la théorie idéale au conflit de devoirs

### Question de l’injustice
Le devoir naturel et les obligations peuvent parfois entrer en conflit. Car si nous sommes tenus d’obéir à la loi en tant que règle, « ce que la loi demande et ce que la justice exige restent des questions distinctes ». La règle est une convention contractuelle, la justice est un principe, choisi dans la position originelle. En cas de conflit entre devoir naturel et obligation, Rawls n’élabore pas de réponse systématique, il demande de considérer le système en son entier. 
L’étude du cas particulier qu’est la désobéissance civile permet à Rawls d’éclairer la manière dont il aborde ce conflit. Rawls se pose ici la question de savoir dans quels cas et jusqu’à quel point nous sommes obligés d’obéir à un système injuste. Pour lui, si la structure de base est suffisamment juste, nous devons reconnaître comme obligatoires des lois injustes.  La deuxième question est donc celle de la limite tolérable de l’injustice à laquelle il est impossible de répondre de manière systématique. Ceci car les principes de la justice appartiennent à la théorie idéale, alors qu’ici il est question de l’étude d’une obéissance partielle dans une théorie non idéale de la justice. Rawls, dans son étude, suppose toujours un contexte proche de la justice idéale. C’est dans ce contexte que la désobéissance civile sera étudiée, c'est-à-dire dans le cadre d’une autorité démocratique légitimement établie et pour des citoyens qui reconnaissent et admettent la légitimité de la constitution.

### Justification de l’obéissance
voir Théorie de la justice § 57 p. 411 et sqq. (Édition Points Essais)
Si, dans un contexte presque juste, nous avons le devoir d’obéir à des lois injustes, c’est qu’aucune constitution ne peut garantir que les lois, édictées en accord avec elle, seront justes. En outre, le processus constitutionnel doit s’appuyer sur une forme de vote ; aussi le gouvernement  par la majorité est une nécessité pratique. Une majorité fait nécessairement des erreurs, mais il est de notre devoir de soutenir et favoriser des institutions justes. Notre devoir naturel nous oblige donc parfois à obéir à des lois et programmes injustes.
Comment donc accepter une procédure qui peut conduire à un choix opposé à notre opinion ? En se disant que rien ne nous sera toujours favorable et en consentant plutôt qu’en s’opposant à un accord possible : les concessions sont nécessaires. 
Si Rawls pense que l’injustice doit être répartie dans tous les groupes sociaux, il est conscient du fait que les minorités sont plus souvent victimes de l’injustice que les autres groupes. Or, ces minorités sont souvent permanentes, les injustices risquent de se cristalliser sur elles, et il est certain que nous ne devons pas accepter la négation de nos propres libertés de base, ni de celles des autres.  Mais le problème persiste, l’existence humaine nous impose des limites circonstancielles et c’est dans ces limites que nous devons travailler. Le devoir d’obéir permet la confiance mutuelle et constitue la possibilité de toute organisation sociale.
La question de savoir quand s’arrête le devoir d’obéir aux lois promulguées par une majorité - face au droit de défendre ses libertés et au devoir de lutter contre l’injustice - amène une réflexion sur la nature et les limites de la démocratie. C’est en ce sens que la désobéissance civile est un « test crucial » pour toute théorie sur le fondement moral de la démocratie.

## Théorie rawlsienne de la désobéissance civile

### Définition de la désobéissance civile selon Rawls
La désobéissance civile est définie comme « un acte public, non violent, décidé en conscience, mais politique, contraire à la loi et accompli le plus souvent pour amener un changement dans la loi ou bien dans la politique du gouvernement. En agissant ainsi, on s’adresse au sens de la justice de la majorité de la communauté et on déclare que, selon son opinion mûrement réfléchie, les principes de la coopération sociale entre des êtres libres et égaux ne sont pas actuellement respectés. » 

### Quatre critères distinctifs
Directe ou indirecte, la désobéissance civile est tout à la fois :   
- un acte qui contrevient à la loi ;
- un acte politique : elle vise la majorité qui a le pouvoir et défend des principes politiques. La désobéissance civile n’est pas fondée sur les intérêts d’un groupe mais est un recours à la conception commune de la justice qui sous tend l’ordre politique ;
- un acte public qui en appelle à des principes publics et se manifeste publiquement ;
- un acte non violent : elle est une « désobéissance à la loi dans le cadre de la fidélité à la loi ». La non-violence garantit la sincérité des motifs de conscience et se différencie de la menace (mais ce point est discuté, voir encart)[réf. nécessaire].

Rawls ajoute cependant ceci : « parfois si l’appel échoue dans son objectif, on peut être amené ensuite à une résistance utilisant la force ». Aussi si la désobéissance civile est non-violente, Rawls ne l’est vraisemblablement pas et pense parfois la violence comme une défense légitime.

### Conditions de lalégitimitéde la désobéissance civile selonRawls
1. La désobéissance civile est légitime en cas d’injustice majeure, évidente c'est-à-dire lorsqu'il y a violation du principe d’égale liberté pour tous ou du principe de la juste égalité des chances ou des deux. Certaines injustices sont visibles, font publiquement partie de la vie sociale, mais les infractions au second principe sont plus difficiles à constater  car celui-ci s’applique  à des institutions et à des programmes économiques et sociaux. Faire appel au sens de la justice n’a dans ce cas, pas un sens clair, par conséquent Rawls conseille de laisser au processus politique le soin de régler ces questions et de ne pas faire acte de désobéissance civile (à condition bien sûr que les libertés fondamentales soient garanties pour tous).
La violation du principe de la liberté égale pour tous est le motif le plus valable de désobéissance civile, ce principe est à la base de l’ordre politique, et s’il est respecté, les autres injustices pourront être contrôlées.
2. La désobéissance civile est un dernier recours pour remédier à une situation, après que l’utilisation de moyens légaux se soit révélée inefficace. On ne peut pas pour autant demander que tous les moyens légaux aient été épuisés, (car certains sont toujours utilisables, du fait de la liberté d’expression par exemple). Mais si la majorité s’est montrée aveugle ou apathique, on est en droit de supposer que de nouvelles tentatives seront veines et la désobéissance civile est légitime. 
Si ces deux conditions suffisent souvent à justifier la désobéissance civile, Rawls en ajoute néanmoins deux autres :  
3. Il est essentiel de limiter l’extension de la désobéissance civile pour éviter l’« effondrement du respect de la  loi et de la constitution » et pour garder à cet acte, son efficacité politique. Rawls en appelle à une alliance politique des minorités, régulatrice du niveau de dissentiment et dissidence. Tant que cette alliance n’est pas réalisée, si plusieurs minorités ont une légitimité égale à désobéir, leur exercice du droit de contestation est pourtant limité du fait que les autres ont le même droit. Ainsi le devoir naturel de justice peut exiger une retenue dans la contestation. 
4. Celui qui s’engage dans la désobéissance civile doit agir « rationnellement » et avoir pour objectif d’atteindre des buts justifiés et souhaités afin que son appel soit efficace et bien compris. Le concept de rationalité est entendu ici au sens étroit, comme « la capacité d’employer les moyens les plus efficaces pour atteindre des fins données » Rawls ne traite pas les questions tactiques et stratégiques qui dépendent de circonstances particulières, sa théorie est celle de la légitimité. 
La désobéissance civile, comme association libre sous une institution juste suscite des obligations : une analyse plus large et dans le concret comporterait d’autres exigences.

### Rôle de la désobéissance civile: stabilisation et maintien d’institutionsjustes
La désobéissance civile est un appel au sens de la justice de la majorité  pour indiquer que les conditions de la libre coopération sont violées. Dès que l’on conçoit la société comme une coopération entre égaux, les victimes d’une grave injustice n’ont aucune raison de l’accepter. La désobéissance civile, même si elle est illégale, est un  moyen de stabiliser un système constitutionnel, de maintenir et de renforcer des institutions justes. Son but est d’empêcher les manquements vis-à-vis de la justice. La désobéissance civile dérive de la conception publique de la justice.

### Attitude idéale des tribunaux
Rawls élabore une théorie idéale de la justice, souvent éloignée du concret, mais n’en accorde pas moins une importance réelle au sentiment de justice. 
La désobéissance civile n’est une « forme raisonnable et efficace de contestation que dans le cas d’une société où le sens de la justice exerce une influence considérable. » Les tribunaux doivent prendre en compte la spécificité de la désobéissance civile et son rôle pour réduire ou suspendre la sanction légale, ceci renforce le sens de la justice de la majorité. Les tribunaux et les désobéissants doivent être convaincus que malgré leurs différences, ils adhèrent à la même idée de justice. Cependant, un consensus large suffit. 
Mais s’il arrive un moment où l’accord nécessaire n’est plus possible, il n’y a plus de base pour la désobéissance civile. Dans une société fragmentée ou gouvernée par les intérêts de groupes, les conditions de la désobéissance civile n’existent pas.

### Qui doit dire quand la désobéissance civile estlégitime?
Chaque citoyen est responsable de son interprétation des principes de la justice et de sa conduite personnelle. Aucune interprétation docte ne s’impose aux autres. Bien qu’aux États-Unis, la cour Suprême puisse avoir le dernier mot, elle n’est pas à l’abri des influences qui pourraient l’amener à réviser son jugement. Sa conception doit convaincre, elle ne s’impose pas d’elle-même. La Cour d’appel, en dernier ressort, c’est l’électorat dans son ensemble, et c’est à lui que la désobéissance civile s’adresse. 
La théorie de Rawls se construit en tension entre deux affirmations qui se limitent l’une l’autre : 
- Jusqu’à un certain point, il est plus important que la loi et son interprétation soient solidement établies plutôt que d’être établies de façon juste.
- « Si la désobéissance civile justifiée (respectant les conditions sus dites) semble menacer la concorde civique, la responsabilité n’en revient pas à ceux qui protestent, mais à ceux dont les abus d’autorité et de pouvoir justifient une telle désobéissance civile. »

La désobéissance civile pose la question de la théorie non idéale de la justice. 
Ce débat contemporain traduit un double mouvement d’enthousiasme face à une action originale, et simultanément de peur du désordre. Il conduit finalement à définir de nombreux critères permettant de légitimer l’utilisation de la désobéissance civile en insistant sur la civilité de la transgression